# بلدية إل هاتيلو
بلدية إل هاتيلو (بالإسبانية: Municipio El Hatillo) هي بلدية من بلديات مدينة كاراكاس، عاصمة فنزويلا. تقع في المنطقة الجنوبية الشرقية من العاصمة، وفي الجزء الشمالي الغربي من ولاية ميراندا.